# 박찬익 (1884년)

박찬익

박찬익(朴贊翊, 1884년 1월 2일 ~ 1949년 3월 9일)은 일제강점기의 독립운동가, 교육자이다. 호는 남파(南坡), 아명은 박창익(朴昌益)이다. 아호가 남파이고, 중국에서 활동할 때 쓰던 가명은 박남파라서, 흔히 그를 박남파로도 부른다. 김구의 측근이며 한인애국단과 한국독립당 활동에 참여하였으며, 광복 이후에는 김구와 이승만 사이의 갈등을 중재하려 노력하였으나 실패했다. 경기도 출신으로, 본관은 반남.

## 생애

### 생애 초기

#### 출생과 가계
박찬익은 경기도 파주군 주내면에서 반남 박씨 박봉서(朴鳳緖)의 장남으로 출생하였다. 유년기에는 고향에서 한학을 수학하다가 신문물을 배우기로 결심하고 한성으로 상경하였다.
1904년 상경하여 관립상공학교 동기생 박원호의 추천으로 보안회에 가입하여 일본의 황무지 개척 요구안에 대한 반대투쟁에 참여하였다. 1907년 초에는 비밀 결사 신민회에 가입하여 활동하였고, 박호원 등과 서부지방을 순례하면서 교육운동의 필요성을 인식하여 야학을 조직하였다. 그는 교육을 통해 국민들 스스로가 깨달아야 독립이 된다고 판단했다.

#### 학창 시절과 망명
1908년 4월 다시 관립공업전습소에 입학하여 1910년에 졸업하였다. 1910년 8월 나라를 일제에 강점당하자 만주 용정으로 망명하였다.
연길에서 그는 간민교육회를 조직하는데 참여, 곧 간민교육회의 부회장에 선임되었으며, 서일과 함께 대종교 항일무장단체인 중광단을 조직하였다. 1918년 11월에는 만주 길림에서 김교헌, 김동삼, 조소앙, 이동녕 등 38인의 동지와 함께 무오독립선언을 발표하였다.

### 독립운동

#### 독립운동과 임시정부 초기

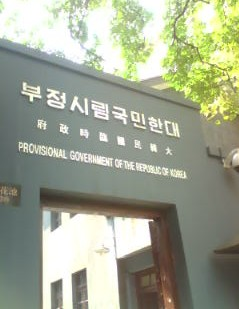
대한민국 임시정부 청사.

1919년 3.1운동이 일어나자 상해로 갔으며 대한민국 임시정부 수립에 참여하여, 임시의정원의원에 선출되었다. 같은 해 4월 23일 서울의 국민대회에서 한성 임시정부가 조직되었을 때는 평정관에 선출되었다. 1921년 3월 임시 정부 후원회를 조직하였고, 7월에는 임시정부 외무부 외무차장대리로 외교임무를 실질적으로 전담하였으며 주로 대중국 외교에 주력하였다.
특히 중국 국민당의 쑨원이 광동에 중국호법정부를 수립하자 임시정부를 승인받는데 기여하였으며, 1922년 2월에는 광동에 주재하여 호법정부와의 외교를 전담하기도 하였다. 1926년 9월 31일 침체되어 있던 대종교 교도들의 활동을 조직적으로 강화하기 위해 윤세복, 정일우 등과 귀일당을 조직하였다.

#### 임시정부 한국독립당, 한인애국단 활동
1929년에는 한국독립당 조직에 참여하고, 1930년 10월 중국 국민당 제4차 중앙집행위원회에 임시정부 대표인 조소앙과 함께 한국독립당 대표로 참가하였다. 1932년 5월 윤봉길의 홍구공원 의거 후 임시정부를 가흥으로 안전하게 이동시키기 위하여 중국정부와 교섭하여 많은 지원을 받았으며, 1932년 6월에는 다시 상해로 잠입하여 일제 앞잡이 옥관빈과 상하이 한인친우회 위원장으로 일경의 밀정 노릇하던 유인발 등을 적발, 처단하는 계획에 참여하였다.
이후 그는 외교술로 대외교섭과 재정조달의 임무를 맡아왔다.
1934년에는 한국국민당과 결별하였다가 6월경부터 박찬익은 한국국민당의 자금관리 문제를 김구에게 건의하였으나 받아들여지지 않았다. 이것이 불씨가 되어 박찬익은 김구와 불화가 생겼고, 더욱이 자금운영문제로 의심을 받자 미련없이 자리를 떠났다.

#### 광복군 창군 활동

맨 앞줄 좌로부터 (박찬익, 조완구, 김구, 이시영, 차이석
두 번째 줄 맨 왼쪽 성주식, 오른쪽 김붕준
맨 뒷줄 왼쪽부터 조성환, 조소앙, 이청천, 이범석, 이름 미상

1938년 7월 이시영, 이동녕 등의 주선으로 다시 김구와 손잡고 임시정부와 한국국민당의 일을 보게 되었다 1939년에는 임시의정원 의원으로 활동하다가 1940년 임정이 중경으로 옮긴 뒤에는 법무부장 겸 국무위원으로 임명되어 광복시까지 임시 정부의 중책을 역임하였다.
한편 1942년 10월에는 한중문화협회의 한국측 이사로 선임되어 한.중 친선에 기여하였으며, 1943년 5월에는 김구, 홍운 등과 함께 한국독립당의 중앙집행위원에 선출되었다. 1944년 4월 임시정부 국무위원에 선출되었다.

### 해방 후
1945년 8.15해방 후에는 임시정부 주화대표단장으로 교포들의 생명과 재산을 보호하는 데 기여하였다. 1946년 2월 한국독립당 중국 총지부 집행위원장에 선임되었으며 1947년 중국 국공내전 상황에서 한인군대의 필요성에 대한 계획서를 중국 당국에 제출 승인받아 동북행영 장연지구에 보병독립총대를 설치하였다.
그는 이승만과 김구의 결속을 위해 양자와 연락하며 조율하였다. 그러나 1947년 12월 한국민주당의 당수 장덕수의 암살사건 이후 이승만이 김구의 후원을 거절하면서 이승만과 김구의 관계는 틀어지게 된다.

#### 이승만, 김구의 갈등 중재

김구

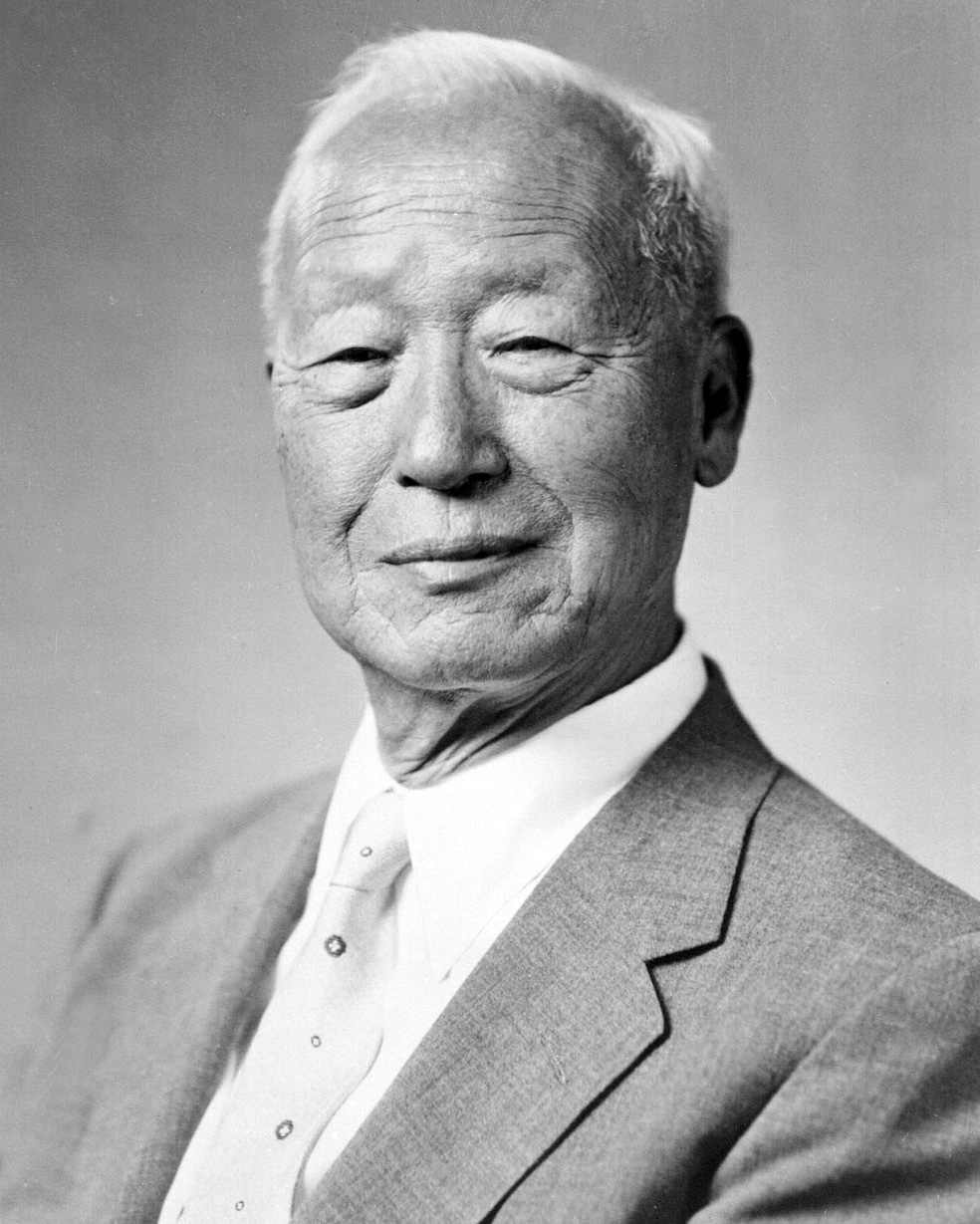
이승만

김구는 자신이 법정에 서지 않게 해달라고 이승만의 도움을 요청했지만 이승만은 그럴 마음이 없었다. 이승만은 응답을 회피했고, 이승만이 장덕수 암살사건으로 위기에 처한 국민회의를 방관하면서 따로 한민당과 연대하며 독자적으로 '한국민족대표단'을 구성하자 김구는 크게 분노하였다. 1947년 12월 22일 김구는 단독정부 절대반대와 '한국민족대표단'의 해산을 주장하였다. 이승만과 김구의 연대에 비판적이던 한민당은 이 사건을 정치적인 호재로 이용하고자 하였다. 김구의 항의로 한국민족대표자회와의 합동작업이 재개되었지만 한민당의 강한 반대에 부딪혀 무산되었다. 장덕수가 암살되었을 때 이승만은 김구를 배후로 지목했고 그 후 김구는 검찰에 연행되어 수모를 당한 후로 이승만과의 결별을 결심했다.
이후 그는 꾸준히 김구와 이승만 사이를 연락하며 양자에게 서로 먼저 화해할 것을 권고하였으나, 이승만, 김구 모두 거절하였다. 김구가 1948년 1월 남북협상에 참여할 것을 주장하자 그는 김구의 측근 중 유일하게 남북협상 참여를 반대하였다.
1948년 4월 김구의 남북협상을 위한 월북을 만류하기 위해 인천 월미도로 귀국하였으며, 1948년 말에는 정치적 혼란을 방지하기 위해 김구의 은퇴를 권유하기도 하였다.

#### 우익진영 단결 노력
1948년 4월 19일 인천항으로 환국한 박찬익은 곧장 김구가 있는 경교장으로 갔다. 그러나 김구는 이미 떠난 뒤이므로 만날 수 없었다. 5월 남북협상을 마치고 김구가 돌아오자 그는 이번에는 김구에게 마곡사로 은퇴할 것을 권고했다. 박찬익은 민족진영의 통일을 희망했기에 김구가 잠시 은퇴해서 냉각기를 거친 후, 다시 이승만과 합작할 것을 바라면서, 김구의 은퇴 성명서까지 미리 직접 작성해두었던 것이다. 그러나 김구의 은퇴 마저 김구 측근자들의 반대로 뜻을 이룰 수 없었다.

### 최후
1949년 3월 9일 서울 창신동에서 사망하였다.

## 사후
- 대한민국 정부는 고인의 공훈을 기리기 위해 1963년 건국훈장 독립장을 추서하였다.
- 1993년 11월 19일 국립묘지에 안장되었다.

## 같이 보기
| - 대종교 - 나철 - 대한민국 임시의정원 - 한국독립당 - 한국국민당 - 대한민국 임시정부 - 김구 - 김규식 - 이승만 - 김원봉 | - 한인애국단 - 이봉창 - 윤봉길 - 나석주 - 민필호 - 장준하 - 김붕준 - 조소앙 - 조완구 - 조성환 | - 안공근 암살 사건 - 이동녕 - 이동휘 - 안창호 - 안중근 - 안정근 - 안공근 |

## 참고 서적
- 김구, 《백범일지》 (도진순 주해, 돌베개, 2006)
- 오영섭, 《한국 근현대사를 수놓은 인물들(1)》(오영섭 저, 한영희 발행, 2007.4, 경인문화사)
- 강준만, 《한국현대사산책》〈1940년대편 2권〉(인물과사상사, 2004)
- 이연복, 한민족독립운동사연구 (국학자료원, 2006)